# Пфеффель, Готлиб Конрад
Готлиб (Амедей) Конрад Пфеффель (нем. Gottlieb (Amedee) Konrad Pfeffel; 28 июня 1736, Кольмар — 1 мая 1809) — франко-немецкий (эльзасский) поэт, баснописец, писатель и переводчик.

## Биография
Родился в семье бургомистра Кольмара Иоганна Конрада Пфеффеля (1682—1738), который одно время служил юрисконсультом французского короля. Матерью была Анна Катарина Пфеффель (урождённая Герр; 1694—1773). Его старшим братом был историк, юрист и дипломат Кристиан Фридрих Пфеффель фон Кригельштейн (1726—1807). В 2 года остался сиротой, воспитывался старшим братом. С 1751 года изучал право в университете Галле. Слушал лекции Христиана Вольфа.
В 1752 году перевёл на французский язык книгу лютеранского пастор Сполдинга. В 1754 году отправился в Дрезден для лечения заболевания глаз. В 1758 году после операции ослеп.
Занялся литературно-переводческой деятельностью. В 1762 году перевёл с немецкого на французский язык басни Лихтвера «Fabeln in gebundener Schreibart». Работал над переводом на немецкий сочинений историка церкви Клода Флёри «Histoire ecclésiastique».
В 1773 году открыл военное училище для детей аристократов-протестантов, которые по причине верования не были допущены обучаться в военных учебных заведений Парижа. С 1776 года — член Гельветического общества. В 1782 году стал гражданином города Биль (Швейцария), почётным членом городского совета Биля в 1783 году. В 1788 году прусская Академия художеств избрала его своим почётным членом.
После Французской революции военное училище Пфеффеля было закрыто. Он не оставлял связей с родным Кольмаром и был избран президентом тамошней евангелической консистории. В 1806 году Наполеон назначил ему ежегодную пенсию. С 1808 года почётный член Баварской академии наук.
В феврале 1759 года он женился на Маргарете Клеофее Диву (1738—1809), дочери купца из Страсбурга. У них было тринадцать детей, семеро из которых умерли в детстве, не достигнув совершеннолетия. Старший сын Готлиба Конрала Пфеффеля, Готлиб Конрад Август Пфеффель (род. 1759), изучавший право в Гёттингене, был принят там в ложу «Золотое кольцо» в 1781 году, второй сын Пфеффеля, Карл Фридрих Пфеффель (1775—1858) стал банкиром и членом парламента.
Пфеффель поддерживал дружеские отношения со многих известными людьми своего времени, в том числе Вольтером, Альфьери и Лафатером. Его внучатая племянница Эрнестина фон Пфеффель в 1839 году сочеталась браком с русским поэтом Фёдором Тютчевым.

## Творчество
Пфеффель — автор многочисленных басен и поэтических рассказов, в легких, изящных стихах, отличающихся наивной добродушной морализацией.
Стихи Пфеффеля были положены на музыку Бетховена , Гайдна, Франца Шуберта. Композитор Л. Кожелух написал кантату для слепых, которую исполнила слепая австрийская певица Мария Терезия фон Парадис.
Меньшее значение имеют его прозаические сочинения, изданные под заглавием: «Prosaische Versuche» (I—X, 1810—12; XI, 1820). Его «Fabeln und poetische Erzählungen» изданы Гауффом в 1840 году.

## Избранные произведения
- Der Einsiedler, 1761
- Philemon und Baucis: Ein Schauspiel in Versen von einem Aufzuge, 1763—1773
- Dramatische Kinderspiele: 5 томов 1763—1774
- Magazin für den Verstand und das Herz, 1764
- Neue Beyträge zur Deutschen Maculatur, 1766
- Freymund, oder der übel angebrachte Stolz, 1770
- Der Einsiedler, 1771
- Serena, 1776
- Lieder für die Colmarische Kriegsschule, 1778
- Fabeln, der Helvetischen Gesellschaft gewidmet, 1783—1815
- Histoire du regne de Marie-Thérèse, 1786
- Poetische Versuche von Gottlieb Conrad Pfeffel, 1789
- Prosaische Versuche, 1794
- Contes et nouvelles, 1822
- Briefe über Religion an Bettina, 1824
- Ausgewählte Unterhaltungen, т 5-6, 1828
- Bloemlezing uit de fabelen en vertellingen, 1832
- Poetische Werke: Mit Biographie und Portrait: т. 1-3, 1841
- Pfeffel-Album: Gaben elsässischer Dichter, 1859
- Gottlieb Konrad Pfeffels Fremdenbuch mit biographischen und culturgeschichtlichen Erläuterungen, 1892
- Skorpion und Hirtenknabe; Fabeln, Epigramme, poetische Erzählungen, Biographie eines Pudels und andere Prosa, 1970
- Biographie eines Pudels und andere Satiren, 1987

Басни и некоторые повести автора переведены на русский язык, например «Каролина Сален» (СПб., 1827).

## Память
В 1859 году в музее Унтерлинден Кольмара установлен бюст Пфеффеля. В 1927 на Grand Rue в Кольмаре открыт памятник баснописцу.